# 卡尔·舒尔茨 (政治家)

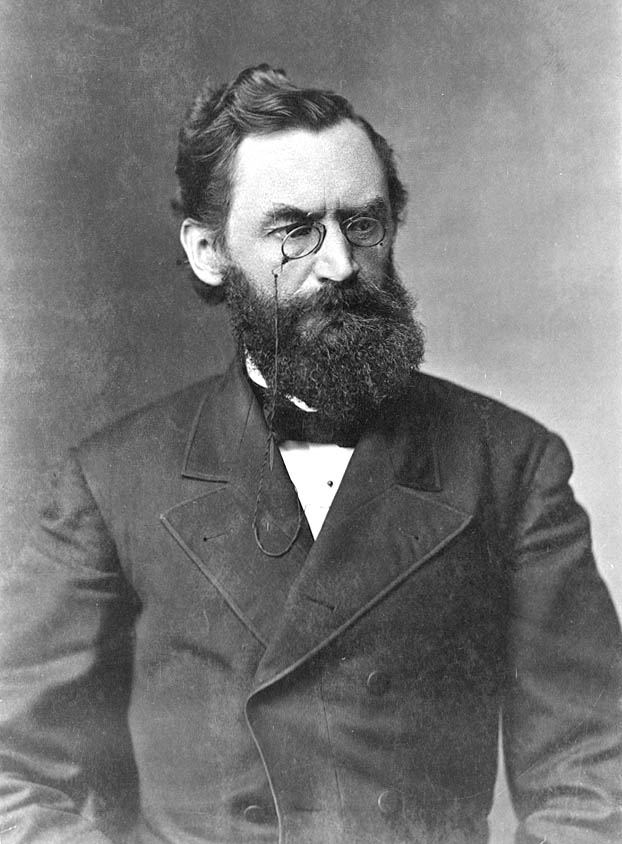
1877年的卡爾·舒爾茨

卡爾·舒爾茨（德語：Carl Schurz；1829年3月2日—1906年5月14日）是一位德國革命家和美國政治家、記者和改革家。1848-1849年德國革命後，他移居美國，成為新共和黨的重要成員。在美國內戰中擔任聯邦军的將軍後，他参与创建曇花一現的自由共和黨，並為公務員制度改革而奋斗。舒爾茨在美國參議院当选，并代表密蘇里州，是美國第13任內政部長。
舒尔茨出生於普魯士王國的萊茵省，作為學術聯誼會德意志学生同盟的成員，在1848-1849年的德國革命中為民主改革而奮鬥。普魯士鎮壓革命後，舒爾茨逃往法國。當警察強迫他離開法國后，他搬到了倫敦。1852年，與許多其他“四十八年人”一樣，他移居美國，定居在威斯康星州的沃特敦。在被威斯康星州律師錄取後，他在威斯康星州的密爾沃基建立了律師事務所。他還成為反奴隸制運動的堅定倡導者，並加入了新成立的共和黨，競選威斯康星州副州長失敗。在短暫代表美國擔任駐西班牙公使（大使）後，舒爾茨在美國內戰中擔任將軍，參加過葛底斯堡戰役等重大戰役。
戰後，舒爾茨在密蘇里州聖路易斯創辦了一家報紙，並贏得了美國參議院的選舉，成為第一位當選該機構的德國裔美國人。與共和黨總統尤利西斯·S·格蘭特決裂後，舒爾茨幫助建立了自由共和黨。該黨主張公務員制度改革、穩健的貨幣、低關稅、低稅收、終止鐵路撥款，並反對格蘭特在重建期間保護美國南部非裔美國人公民權利的努力。舒爾茨主持了1872年的自由共和黨大會，該大會提名了一張在1872年總統選舉中挑戰格蘭特總統的票，但未能成功。舒爾茨在1874年的競選連任中落敗，重新開始了他的報紙編輯生涯。1878年，他當選為美國哲學學會會員
。
在共和黨人拉瑟福德·伯查德·海斯贏得1876年總統大選後，他任命舒爾茨為內政部長。舒爾茨試圖根據業績而不是政治和政黨關係來擔任公務員，並幫助阻止了印第安事務局向陸軍部的轉移。1881年海耶斯離任後，舒爾茨移居紐約市，曾短暫擔任《紐約邮報》和《國家報》的編輯，後來成為《哈珀周刊》的社論撰稿人。他仍然積極參與政治並領導了“Mugwump”運動，該運動反對在1884年總統選舉中提名詹姆斯·G·布萊恩。舒爾茨在1896年總統選舉中反對威廉·詹寧斯·布賴恩的金银复本位，但在1900年總統選舉中支持布賴恩的反帝國主義運動。舒爾茨於1906年在紐約市去世。